# شهرداری دانیلوگراد
شهرداری دانیلوگراد (به لاتین: Danilovgrad Municipality) یک منطقهٔ مسکونی در مونته‌نگرو است که در مونته‌نگرو واقع شده‌است. شهرداری دانیلوگراد ۵۰۱ کیلومتر مربع مساحت دارد.